# Peugeot 5008 (2009)
La prima generazione della Peugeot 5008, una monovolume di taglia media della casa automobilistica francese Peugeot, è stata prodotta dal 2009 alla fine del 2016.

## Storia

### Debutto
La 5008 debutta al Salone dell'automobile di Francoforte nell'autunno 2009; si tratta di un debutto quasi a sorpresa, in quanto fino a pochi mesi prima i riflettori della stampa specializzata erano puntati sul crossover SUV 3008, con la quale la 5008 condivide gran parte della base meccanica.
Con la 5008 la Peugeot esordisce nel campo delle monovolume di fascia media, confrontandosi con modelli come la Opel Zafira, la Renault Scénic e la Volkswagen Touran e ponendo il nuovo modello un gradino sotto la più grande 807.

### Linea e interni
La vettura presenta un ampio spazio abitabile e viene particolarmente curato l'aspetto aerodinamico anche per concorrere alla riduzione dei consumi. Il risultato è un Cx da record per la categoria: la 5008 è infatti la prima monovolume della storia a scendere ad un Cx di appena 0.29.

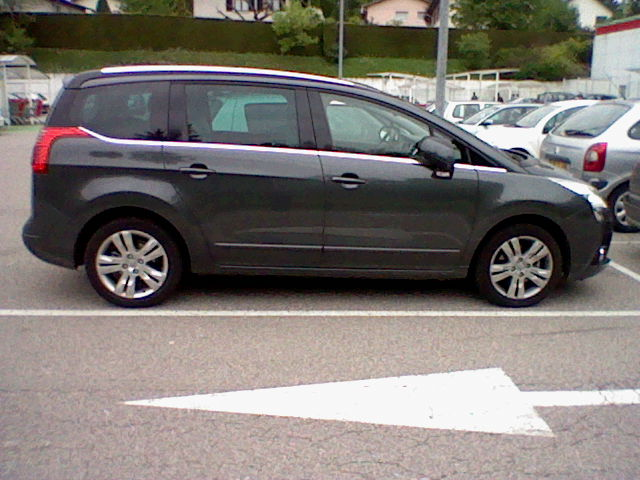
Vista laterale di una 5008

La 5008 propone motivi stilistici che riprendono quelli della 3008, seguendo il nuovo corso stilistico Peugeot, introducendone anche di nuovi, come la sparizione della grande "bocca" ricavata nel paraurti presente su molti modelli sin dalla Peugeot 206. Più discreta è anche la "bocca" frontale, mentre i gruppi ottici triangolari rivelano la parentela stilistica con la 3008. La calandra è composta da una sottile feritoia sovrastata da un grande stemma del Leone. Il parabrezza è assai inclinato, così come la coppia di montanti che lo sorregge. Lateralmente, è possibile scorgere i massicci specchietti retrovisori esterni che integrano gli indicatori di direzione alla base del loro montante. L'alta linea di cintura parte dalla sommità dei fari anteriori e prosegue tesa fino alla parte posteriore, dove si rialza bruscamente negli ultimi centimetri prima di arrivare alla coda, in modo da ospitare la parte superiore dei fari posteriori a forma di boomerang, curiosamente molto simili a quelli di altre Peugeot lanciate poco tempo prima (per esempio la 207 SW e la 307 SW), ma ancor di più a quelli dell'ammiraglia Citroën C6. Sia la fiancata che la coda sono state rese più snelle adottando montanti non in tinta con la carrozzeria, bensì di colore nero.
Internamente, nel modello di base, offre spazio per cinque persone, ma sono disponibili come optional altri due sedili singoli supplementari, posizionabili in terza fila, per un totale di sette posti. La plancia è ripresa dalla 3008, ma rispetto a quest'ultima vanta un maggior numero di vani portaoggetti. La praticità e la modularità sono tra gli aspetti di rilievo di una monovolume: la seconda fila di sedili può essere ripiegata oppure completamente abbattuta, offrendo così una maggior capacità di carico, pari a 2.506 litri. Se invece si preferisce mantenere le due file di sedili, la capacità massima varia tra i 579 ed i 678 litri a seconda della posizione della seconda fila di sedili, che è regolabile in senso longitudinale.

### Struttura e meccanica
La struttura della 5008 deriva principalmente da quella della Citroën C4 Picasso, ma con alcune variazioni tecniche. La scocca, realizzata in acciaio ad alta resistenza, è stata rivista in modo da garantire un maggiore assorbimento dei flussi di energia cinetica conseguenti ad un impatto frontale. Dalla 3008 sono arrivati i componenti Bogé, vale a dire una sorta di elementi che proteggono la scocca dagli urti a velocità medie, in modo che entro certi regimi di utilizzo, in caso di incidente la struttura primaria ne esca illesa e si possa risparmiare sui costi di riparazione. L'utilizzo degli elementi Bogé consente anche di ridurre lo sbalzo anteriore, aiutando a dissipare gli urti frontali più pesanti. Il pianale è quello condiviso da tutte le vetture di segmento C e derivate del Gruppo PSA. L'unica differenza è la rivisitazione parziale della geometria delle sospensioni, che mantiene le medesime soluzioni (avantreno MacPherson e retrotreno a ruote interconnesse), ma con gli ammortizzatori posteriori sistemati in posizione quasi orizzontale per non interferire con il piano di carico. L'impianto frenante prevede dischi autoventilanti da 302 mm all'avantreno e dischi pieni da 268 mm al retrotreno. Lo sterzo è invece a cremagliera con servoassistenza di tipo elettroidraulico.

### Motorizzazioni
Dal punto di vista delle motorizzazioni, la 5008 è prevista con due unità a benzina e tre a gasolio:
- 1.6 VTi: motore Prince da 1598 cm³ con fasatura variabile e con 120 CV di potenza massima;
- 1.6 THP: motore Prince da 1598 cm³, sovralimentato mediante turbocompressore twin scroll e con 156 CV di potenza massima;
- 1.6 HDi: motore DV6 turbodiesel common rail da 1560 cm³ con 109 CV di potenza massima;
- 2.0 HDi: motore DW10 turbodiesel common rail da 1997 cm³ in due livelli di potenza, 150 e 163 CV.

Il cambio è in genere manuale a 6 rapporti, tranne che per la 1.6 aspirata a benzina, che utilizza un cambio a 5 rapporti e per la versione 2.0 HDi da 163 CV, che monta un cambio automatico sequenziale a 6 rapporti. Dal mese di marzo del 2010 diviene disponibile a richiesta un cambio robotizzato a 6 marce, anche se solo per alcune versioni.

### Allestimenti e dotazioni

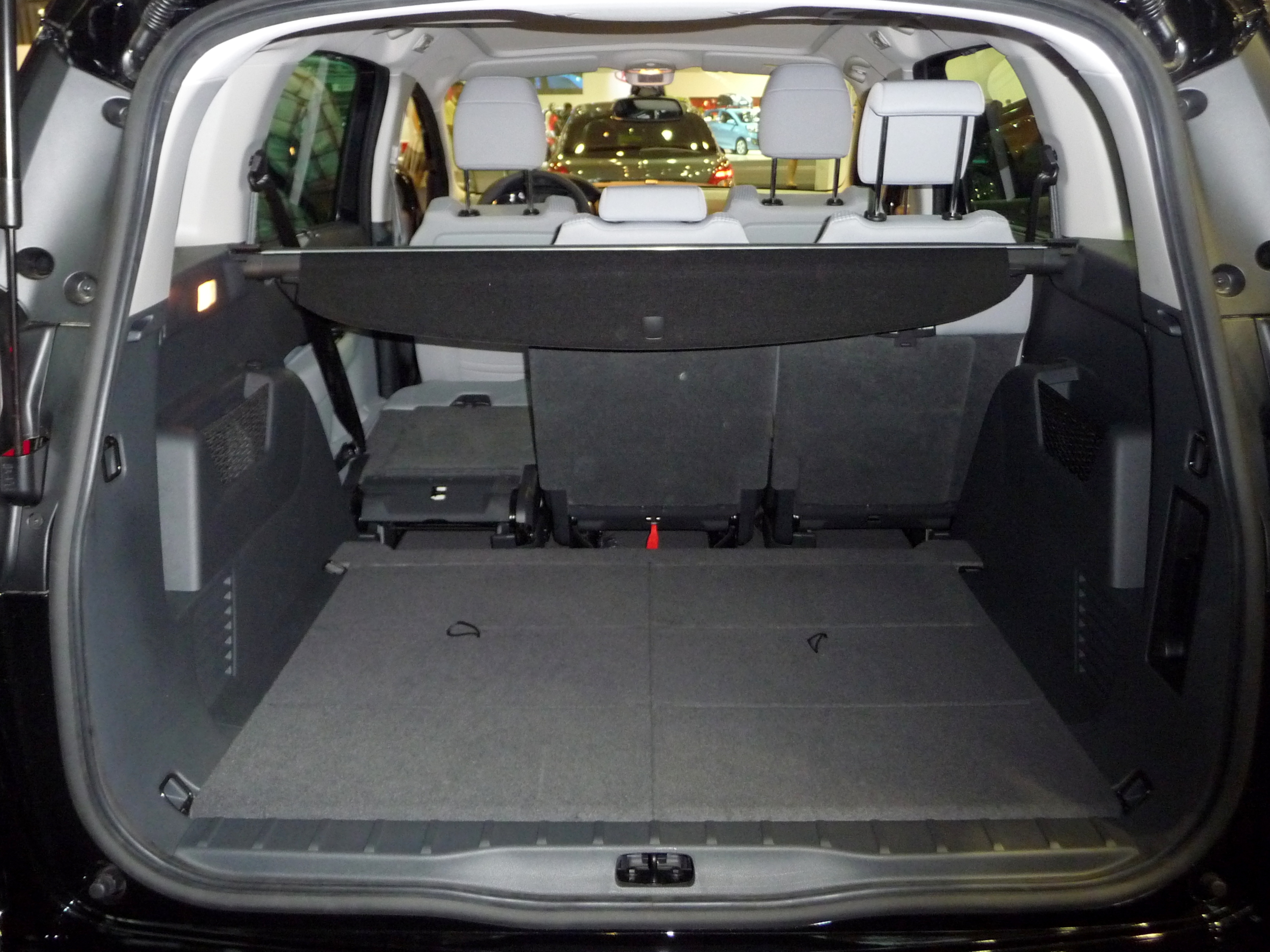
Vista del bagagliaio della 5008

La 5008 è prevista inizialmente in tre livelli di allestimento:
- Premium, riservata al 1.6 VTi ed al 1.6 HDi;
- Tecno, prevista per tutte le motorizzazioni;
- Féline, disponibile per tutte le motorizzazioni ad eccezione della 1.6 VTi.

Di serie su tutta la gamma sono previsti: doppio airbag, climatizzatore, controllo di stabilità e trazione e luci di emergenza automatiche in frenata. Le versioni Tecno e Féline, che sono le due più ricche, offrono inoltre il cruise control, i cerchi in lega ed i fendinebbia. La Féline, che è la più ricca in assoluto, offre di serie anche il tetto panoramico in cristallo ed un pacchetto comprendente l'head-up display, il radar di distanza ed il sensore di pressione degli pneumatici. Tale pacchetto è comunque ottenibile come optional nel livello Tecno.
La lista optional varia sensibilmente a seconda del livello di allestimento. Il meno ricco livello Premium offre la possibilità di avere con sovrapprezzo i cerchi in lega da 16 pollici e poco altro. Il livello Tecno offre come optional il pacchetto head-up display di serie sulla Féline, ma anche il tetto panoramico in cristallo. Il livello Féline arriva a comprendere tra gli optional anche due possibili sistemi multimediali con navigatore, interfaccia bluetooth, telefono integrato, presa USB e lettore CD/DVD.

## Evoluzione del modello
Il lancio della 5008 è avvenuto nel novembre del 2009; nel 2010, pochi mesi dopo il lancio, è stato introdotto il cambio robotizzato, disponibile solo a richiesta e limitatamente alla sola 1.6 HDi ed ai livelli di allestimento Tecno e Féline.
Ancora poco tempo dopo, sempre nel 2010, viene introdotto un nuovo livello di allestimento in aggiunta ai primi tre. Tale livello, denominato Business, va ad inserirsi tra il Tecno ed il Féline, ed è previsto unicamente per le tre motorizzazioni a gasolio. Sempre nel 2010, il motore 1.6 HDi viene portato da 109 a 114 CV e passa a rispettare la normativa Euro 5.
Nel 2011 la gamma si amplia con l'arrivo della 5008 1.6 e-HDi, equipaggiata con la cosiddetta tecnologia microibrida data dal 1.6 HDi da 112 CV che in questo caso è accoppiato ad un sistema Stop&Start di nuova generazione, grazie al quale è possibile ridurre ulteriormente consumi ed inquinamento. La trasmissione di questa versione è affidata ad un cambio robotizzato a 6 rapporti.

### Restyling 2013

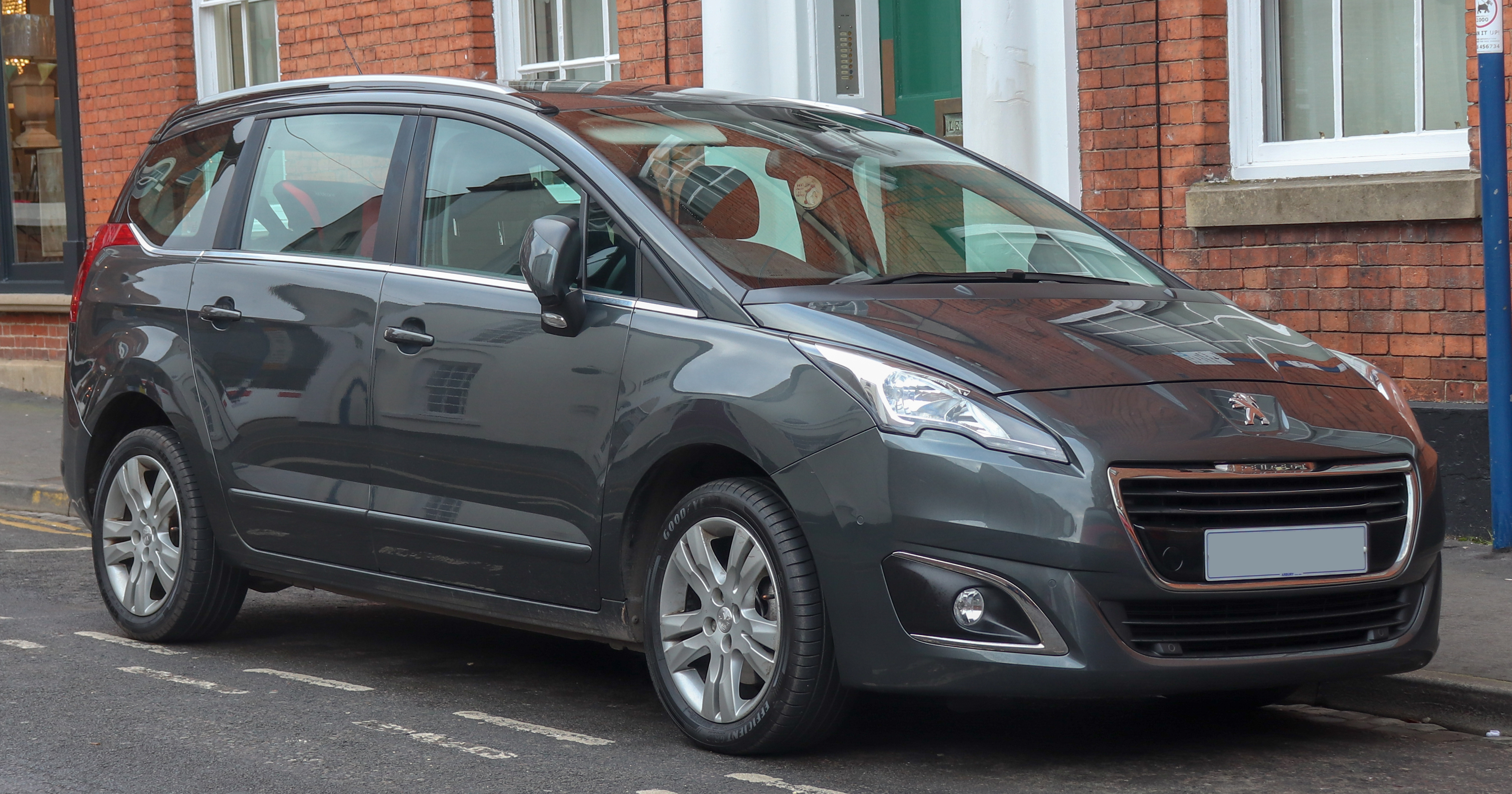
Peugeot 5008 2.0 HDi Allure Restyling 2013

Al salone di Francoforte del 2013 viene presentato il restyling di metà carriera: i gruppi ottici anteriori vengono leggermente ridisegnati nella parte inferiore e beneficiano dell'arrivo della tecnologia a led. Sempre nel frontale viene leggermente rivista anche la mascherina, mentre cambia anche il disegno dei cerchi di diametro variabile tra 16 e 18 pollici a richiesta del cliente. Invariata la gamma motori. La versione aggiornata debutta sul mercato all'inizio del 2014.
Nella primavera del 2015 si hanno nuovi aggiornamenti: sul fronte dei motori a benzina fa il suo debutto il 1.2 turbo da 131 CV che va a sostituire il 1.6 VTi da 120 CV, mentre per quanto riguarda il 1.6 THP, viene portato da 156 a 165 CV, ma viene previsto solo per alcuni mercati. La gamma delle motorizzazioni a gasolio vede invece l'arrivo del 1.6 BlueHDi da 120 CV, destinato ad affiancare ed in seguito a sostituire il 1.6 HDi da 114 CV.
La carriera commerciale del modello si avvia a questo punto verso la fine: nell'estate del 2016 il 1.6 THP da 165 CV viene tolto dalla gamma, lasciando in listino solo le due motorizzazioni a gasolio (1.6 e 2.0) più il 1.2 a benzina. Viene anche presentata in anteprima la seconda generazione destinata ad essere commercializzata a fine 2016.
La 5008 monovolume scompare dai listini Peugeot alla fine del 2016: a gennaio, i siti web della casa del leone cominciano a mostrare invece la seconda generazione, che abbandona l'impostazione da monovolume classica per essere molto più simile ad un Crossover-SUV.

## Riepilogo versioni
| Versione                           | Motore             | Cilindrata (cm³)   | Alimentazione                        | Potenza max (CV/rpm) | Coppia max (Nm/rpm) | Cambio/ n°marce             | Massa a vuoto (kg) | Velocità max       | Accelerazione (0–100 km/h) | Consumo medio (l/100 km) | Emissioni CO2 (g/km) | Anni di produzione |
| Versioni a benzina                 | Versioni a benzina | Versioni a benzina | Versioni a benzina                   | Versioni a benzina   | Versioni a benzina  | Versioni a benzina          | Versioni a benzina | Versioni a benzina | Versioni a benzina         | Versioni a benzina       | Versioni a benzina   | Versioni a benzina |
| ---------------------------------- | ------------------ | ------------------ | ------------------------------------ | -------------------- | ------------------- | --------------------------- | ------------------ | ------------------ | -------------------------- | ------------------------ | -------------------- | ------------------ |
| 1.2 PureTech                       | EB2DTS             | 1199               | Iniezione diretta + turbocompressore | 131/5000             | 230/1750            | Manuale 5 marce             | 1.400              | 195                | 11"7                       | 5.3                      | 123                  | 03/2015-12/2016    |
| 1.6 16v VTi                        | EP6                | 1598               | Aspirato iniezione indiretta         | 120/6000             | 160/4250            | Manuale 5 marce             | 1.399              | 185                | 11"8                       | 7.1                      | 159                  | 2009-15            |
| 1.6 16v THP                        | EP6DT              | 1598               | Iniezione diretta + turbocompressore | 150/5800             | 240/ 1400-5000      | Manuale 6 marce             | 1.459              | 201                | 8"9                        | 7.3                      | 169                  | 03/2009-10/2009    |
| 1.6 16v THP                        | EP6CDT             | 1598               | Iniezione diretta + turbocompressore | 156/6000             | 240/ 1400-5000      | Manuale 6 marce             | 1.459              | 202                | 8"9                        | 7.1                      | 167                  | 2009-15            |
| 1.6 16v THP                        | EP6FDT             | 1598               | Iniezione diretta + turbocompressore | 165/6000             | 240/ 1400-3500      | Manuale 6 marce             | 1.450              | 196                | 9"6                        | 6                        | 138                  | 2015-161           |
| Versioni a gasolio                 |                    |                    |                                      |                      |                     |                             |                    |                    |                            |                          |                      |                    |
| 1.6 16v HDi                        | DV6TED4            | 1560               | Turbodiesel common rail              | 109/4000             | 240/1750            | Manuale 6 marce             | 1.425              | 180                | 12"2                       | 5.3                      | 137                  | 2009-10            |
| 1.6 16v HDi                        | DV6C               | 1560               | Turbodiesel common rail              | 114/3500             | 270/1750            | Manuale 6 marce             | 1.421              | 181                | 12"2                       | 5.2                      | 135                  | 2010-14            |
| 1.6 16v HDi 2Tronic                | DV6TED4            | 1560               | Turbodiesel common rail              | 109/4000             | 240/1750            | Robotizzato 6 rapporti      | 1.425              | 180                | 12"2                       | 4.9                      | 130                  | 2009-10            |
| 1.6 16v HDi 2Tronic                | DV6C               | 1560               | Turbodiesel common rail              | 114/3500             | 270/1750            | Robotizzato 6 rapporti      | 1.421              | 181                | 12"2                       | 4.8                      | 128                  | 2010-11            |
| 1.6 16v e-HDi                      | DV6C e-HDi         | 1560               | Turbodiesel common rail + Stop&Start | 114/3500             | 270/1750            | Robotizzato 6 rapporti      | 1.423              | 183                | 12"6                       | 4.7                      | 122                  | 2011-14            |
| 1.6 BlueHDi                        | DV6FC              | 1560               | Turbodiesel common rail              | 120/3500             | 300/1750            | Robotizzato 6 rapporti      | 1.470              | 181                | 12"4                       | 4.3                      | 112                  | 03/2015-12/2016    |
| 2.0 16v HDi (150 CV)               | DW10               | 1997               | Turbodiesel common rail              | 150/3750             | 340/2000            | Manuale 6 marce             | 1.529              | 195                | 9"7                        | 5.6                      | 146                  | 2009-14            |
| 2.0 16v BlueHDi                    | DW10FD             | 1997               | Turbodiesel common rail              | 150/4000             | 370/2000            | Manuale 6 marce             | 1.530              | 195                | 10"7                       | 4,1                      | 108                  | 2015-16            |
| 2.0 16v HDi (163 CV)               | DW10C              | 1997               | Turbodiesel common rail              | 163/3750             | 340/2000            | Aut. sequenziale 6 rapporti | 1.539              | 190                | 10"6                       | 6.8                      | 176                  | 2009-15            |
| Note: 1Non per il mercato italiano |                    |                    |                                      |                      |                     |                             |                    |                    |                            |                          |                      |                    |